# Фрешфорд

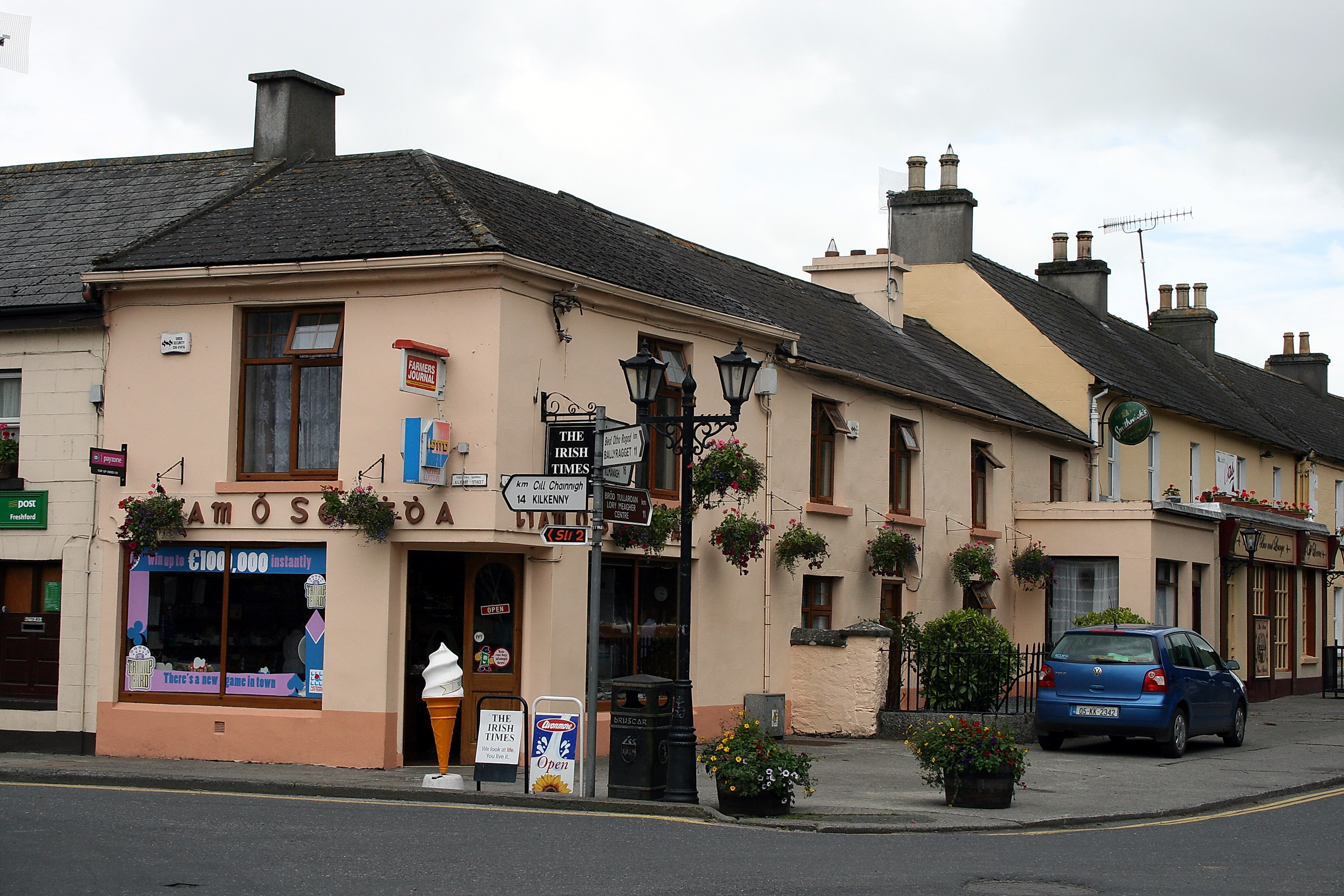

Фрешфорд (англ. Freshford; ирл. Achadh Úr) — деревня в Ирландии, находится в графстве Килкенни (провинция Ленстер).

## Демография
Население — 734 человека (по переписи 2006 года). В 2002 году население составляло 756 человек.
Данные переписи 2006 года:
| Общие демографические показатели |               |                               |                               |      |      |
| Всё население                    | Всё население | Изменения населения 2002—2006 | Изменения населения 2002—2006 | 2006 | 2006 |
| 2002                             | 2006          | чел.                          | %                             | муж. | жен. |
| 756                              | 734           | −22                           | −2,9                          | 372  | 362  |